# Vuelta a España 1961
Die 16. Vuelta a España war ein Radrennen, das vom 26. April bis zum 11. Mai 1960 ausgetragen wurde. Das Etappenrennen bestand aus 17 Abschnitten mit einer Gesamtlänge von 2796,5 Kilometern. Sieger wurde der Spanier Angelino Soler. Die Punktewertung sicherte sich mit Antonio Suárez ebenfalls ein Spanier. Die Bergwertung gewann, wie auch schon im Vorjahr, der Spanier Antonio Karmany. Die Mannschaftswertung gewann das Team Faema, ebenfalls aus Spanien und darüber hinaus holte sich der Spanier Vicente Iturat zum vierten Mal in Folge die Meta Volantes-Wertung.

## Etappen
| Etappen    | Start – Ziel                                    | km         | Etappensieger      | Gesamterster        |
| ---------- | ----------------------------------------------- | ---------- | ------------------ | ------------------- |
| 1a. Etappe | Donostia-San Sebastián – Donostia-San Sebastián | 10,5 (MZF) | Team Faema         | Eusebio Vélez       |
| 1b. Etappe | Donostia-San Sebastián – Pamplona               | 91         | Marcel Rohrbach    | Eusebio Vélez       |
| 2. Etappe  | Pamplona – Pamplona                             | 174        | François Mahé      | Eusebio Vélez       |
| 3. Etappe  | Pamplona – Huesca                               | 174        | Vicente Iturat     | François Mahé       |
| 4. Etappe  | Binéfar – Barcelona                             | 199        | Marcel Seynaeve    | José Luis Talamillo |
| 5. Etappe  | Barcelona – Tortosa                             | 185        | Jesús Galdeano     | José Luis Talamillo |
| 6. Etappe  | Tortosa – Valencia                              | 188        | Angelino Soler     | Marcel Seynaeve     |
| 7. Etappe  | Valencia – Benidorm                             | 141        | René Van Meenen    | Marcel Seynaeve     |
| 8. Etappe  | Benidorm – Albacete                             | 211        | José Pérez-Francés | Marcel Seynaeve     |
| 9. Etappe  | Albacete – Madrid                               | 198        | Alves Barbosa      | Marcel Seynaeve     |
| 10. Etappe | Madrid – Madrid                                 | 195        | Luis Otaño         | Marcel Seynaeve     |
| 11. Etappe | Madrid – Valladolid                             | 189        | Arthur De Cabooter | André Messelis      |
| 12. Etappe | Valladolid – Palencia                           | 48 (EZF)   | Antonio Suárez     | André Messelis      |
| 13. Etappe | Palencia – Santander                            | 220        | Francisco Moreno   | André Messelis      |
| 14. Etappe | Santander – Vitoria-Gasteiz                     | 235        | François Mahé      | André Messelis      |
| 15. Etappe | Vitoria-Gasteiz – Bilbao                        | 179        | Antonio Karmany    | Angelino Soler      |
| 16. Etappe | Bilbao – Bilbao                                 | 159        | Gabriel Company    | Angelino Soler      |

## Endstände
| Sieger                | Angelino Soler          | 77:36:17 h  |
| Zweiter               | François Mahé           | + 0:51 min  |
| Dritter               | José Pérez-Francés      | + 2:23 min  |
| Vierter               | Antonio Suárez          | + 2:47 min  |
| Fünfter               | Antonio Gómez del Moral | + 3:13 min  |
| Sechster              | Vicente Iturat          | + 5:29 min  |
| Siebter               | Fernando Manzaneque     | + 5:47 min  |
| Achter                | Antonio Karmany         | + 6:07 min  |
| Neunter               | Carmelo Morales         | + 7:39 min  |
| Zehnter               | Jesús Loroño            | + 7:47 min  |
| Punktewertung         | Antonio Suárez          | 194 P.      |
| Zweiter               | Vicente Iturat          | 199 P.      |
| Dritter               | José Pérez-Francés      | 201 P.      |
| Bergwertung           | Antonio Karmany         | 52 P.       |
| Zweiter               | Julio Jiménez           | 45 P.       |
| Dritter               | José Pérez-Francés      | 29 P.       |
| Meta Volantes-Wertung | Vicente Iturat          | 20 P.       |
| Teamwertung           | Faema                   | 231:49:18 h |